# Setter đỏ trắng
Setter đỏ trắng là giống chó săn lâu đời của Ái Nhĩ Lan và nó đã rất phù hợp trên những đồng cỏ rộng lớn. Nó được coi là giống chó săn của tầng lớp quý tộc cũ, gắn liền với nguồn gốc của Setter đỏ. Là một giống chó tha mồi. Năm 1944 hiệu hội R-W Setter của Ái Nhĩ Lan được thành lập, vào 1984, chúng được công nhận bởi AKC Lưu trữ ngày 5 tháng 3 năm 2021 tại Wayback Machine của Mỹ. Con đực cao từ 62–66 cm, con cái cao 56–61 cm. Chúng nặng trung bình từ 25–34 kg. Đầu hơi dài, mắt tròn, mồm rộng, kiểu hộp vuông, tai cụp và dài. Lông màu trắng nền chủ đạo với khoang vàng-cam-đỏ trên cơ thể. Bộ lông dài tơ mượt phủ trên cơ thể tạo nên vẻ duyên dáng.